# Saint-Hilaire-des-Loges
Saint-Hilaire-des-Loges – miejscowość i gmina we Francji, w regionie Kraj Loary, w departamencie Wandea.
Według danych na rok 1990 gminę zamieszkiwały 1 742 osoby a w 1999 ponad 1800 osób, a gęstość zaludnienia wynosiła 49 osób/km² (wśród 1504 gmin Kraju Loary Saint-Hilaire-des-Loges plasuje się na 348. miejscu pod względem liczby ludności, natomiast pod względem powierzchni na miejscu 194.).